# Gora Pogrebënnaja
Gora Pogrebënnaja (englische Transkription von russisch Гора Погребённая Gora Progrebjonnaja, deutsch ‚Begrabener Berg‘) ist ein Nunatak im ostantarktischen Mac-Robertson-Land. Er ragt nordöstlich der Nilsson Rocks auf.
Russische Wissenschaftler benannten ihn deskriptiv.